# Fidèle Rakotonirina
Fidèle Rakotonirina (ur. 1953, zm. 21 sierpnia 2003) – madagaskarski lekkoatleta, który specjalizował się w rzucie oszczepem.
Największym sukcesem zawodnika było zdobycie złotego medalu mistrzostw Afryki w 1990. Uzyskał wówczas rezultat 69,50. Pięciokrotny mistrz Madagaskaru - tytuły zdobywał w 1987, 1988, 1990, 1992 oraz 1993. Rekord życiowy: 69,92 (10 czerwca 1990, Mahitsy).